# Provincia di Cà Mau
Cà Mau (vietnamita: Cà Mau) è una provincia del Vietnam, della regione del Delta del Mekong. Occupa una superficie di 5.331,6 km² e ha una popolazione di 1.251.200 abitanti. 
La capitale provinciale è Cà Mau. 

## Geografia fisica
La provincia coincide pressoché perfettamente con l'omonima penisola di Cà Mau, territorio che costituisce l'estremità meridionale del Vietnam.
Nella provincia si trova il Parco nazionale di Mũi Cà Mau.

## Distretti
Di questa provincia fanno parte i distretti:
- Cái Nước
- Đầm Dơi
- Năm Căn
- Ngọc Hiển
- Phú Tân
- Thới Bình
- Trần Văn Thời
- Distretto di U Minh